# Навахо Маунтин (Јута)
Навахо Маунтин (енгл. Navajo Mountain) насељено је место без административног статуса у америчкој савезној држави Јута.

## Демографија
По попису из 2010. године број становника је 354, што је 25 (-6,6%) становника мање него 2000. године.
| Група             | 2000.     | 2010.    |
| Белци             | 11 (2,9%) | 5 (1,4%) |
| Афроамериканци    | 0 (0,0%)  | 0 (0,0%) |
| Азијати           | 0 (0,0%)  | 0 (0,0%) |
| Хиспаноамериканци | 0 (0,0%)  | 0 (0,0%) |
| Укупно            | 379       | 354      |